# Оленєгорський міський округ
Оле́него́рський міськи́й о́круг (рос. Оленегорский городской округ) — міський округ у складі Мурманської області, Росія. Адміністративний центр — місто Оленєгорськ.

## Адміністративний поділ
До складу міського округу входять такі населені пункти:
| Населений пункт | Населення, осіб (2010) |
| --------------- | ---------------------- |
| Високий         | 6860                   |
| Імандра         | 19                     |
| Лапландія       | 70                     |
| Оленегорськ     | 23072                  |